# Lontara
Lontara (též bugijské písmo) je písmo, které se tradičně používá pro zápis několika jazyků na indonéském ostrově Sulawesi, nejčastěji pak pro zápis bugijštiny (v bugijštině je napsaná většina písmených památek napsaných písmem lontara), dále se pak také používá pro zápis makasarštiny a mandarštiny. Z velké části ale bylo písmo lontara nahrazeno latinkou. Píše se zleva doprava.

## Historie

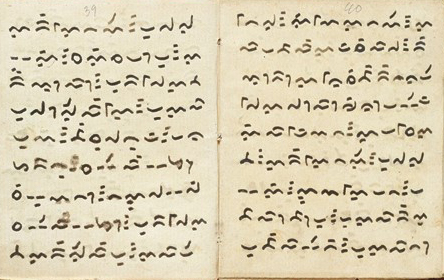
Bugijská legenda La Galio

Lontara vychází z písma kawi, které se používalo mezi námořníky v jihovýchodní Asii. První písemné památky zapsané písmem lontara pocházejí ze 17. a 18. století. Mezi významné textové památky patří bugijská legenda La Galigo.
Během nizozemské kolonizace byla lontara z velké části nahrazená latinkou, ale v menší míře se používá dodnes.
Z písma lontara vychází písmo lota ende, které se používá pro zápis jazyka ende na ostrově Flores.

## Původ názvu
Lontara je odvozena z malajského názvu palmy lontar, a to kvůli palmovým listům, na nichž byly tímto textem sepsány bugijské legendy. V bugijštině se toto písmo nazývá urupu sulapa eppa.

## Znaky písma lontara
Slabiky a jejich přepis do latinky:
| ka   | ga   | nga  | ngka  | pa   | ba   | ma   | mpa   | ta   | da   | na   | nra   |
| /ka/ | /ga/ | /ŋa/ | /ŋka/ | /pa/ | /ba/ | /ma/ | /mpa/ | /ta/ | /da/ | /na/ | /nra/ |
|      |      |      |       |      |      |      |       |      |      |      |       |
| ᨀ    | ᨁ    | ᨂ    | ᨃ     | ᨄ    | ᨅ    | ᨆ    | ᨇ     | ᨈ    | ᨉ    | ᨊ    | ᨋ     |

| ca   | ja   | nya  | nca   | ya   | ra   | la   | wa   | sa   | a   | ha   |
| /ca/ | /ɟa/ | /ɲa/ | /ɲca/ | /ja/ | /ra/ | /la/ | /wa/ | /sa/ | /a/ | /ha/ |
|      |      |      |       |      |      |      |      |      |     |      |
| ᨌ    | ᨍ    | ᨎ    | ᨏ     | ᨐ    | ᨑ    | ᨒ    | ᨓ    | ᨔ    | ᨕ   | ᨖ    |

Samohlásky:
| /a/ | /i/ | /u/ | /e/ | /ə/ | /o/ |
|     |     |     |     |     |     |
| ᨀ   | ᨀᨗ   | ᨀᨘ   | ᨀᨙ   | ᨀᨛ   | ᨀᨚ   |
|     |     |     |     |     |     |